# Larerannis filipjevi
Larerannis filipjevi är en fjärilsart som beskrevs av Eugen Wehrli 1935. Larerannis filipjevi ingår i släktet Larerannis och familjen mätare. Inga underarter finns listade i Catalogue of Life.